# Teàgenes (escriptor)
Teàgenes (en llatí Theagenes, en grec antic Θεαγένης) fou un escriptor grec de data incerta.
Esteve de Bizanci esmenta un parell de les seves obres, sota els títols de Μακεδονικά i Καρικά. Probablement és el mateix Teàgenes del qual Tzetzes diu que va escriure una obra sobre l'illa d'Egina.